# Збереження ландшафтного масштабу
Збереження ландшафту в масштабі — це цілісний підхід до управління ландшафтом, спрямований на узгодження конкуруючих цілей збереження природи та економічної діяльності в даному ландшафті. Через зміну клімату інколи можна спробувати зберегти ландшафт у масштабі. Його можна розглядати як альтернативу збереженню місцевості.
Багато глобальних проблем, таких як бідність, продовольча безпека, зміна клімату, дефіцит води, вирубка лісів і втрата біорізноманіття, пов’язані між собою. Наприклад, позбавлення людей від бідності може збільшити споживання та сприяти зміні клімату. Розширення сільського господарства може посилити дефіцит води та спричинити втрату середовища існування. Прихильники ландшафтного менеджменту стверджують, що, оскільки ці проблеми взаємопов’язані, для їх вирішення необхідні скоординовані підходи, зосереджуючись на тому, як ландшафти можуть приносити численні переваги. Наприклад, річковий басейн може постачати воду для міст і сільського господарства, деревину та продовольчі культури для людей і промисловість, а також середовище існування для біорізноманіття; і кожен із цих користувачів може впливати на інших.
Міжурядові органи, урядові ініціативи та дослідницькі інститути визнали ландшафти загалом важливими одиницями для збереження.
Проблеми з цим підходом включають труднощі в моніторингу, а також поширення визначень і термінів, що стосуються цього.